# محافظة رنسان
محافظة رينسان هي محافظة تقع في هوانغهاي الشمالية، كوريا الشمالية.